# توني بارسونز
توني بارسونز هو مذيع أخبار كندي، ولد في 1939 في جوسبورت في المملكة المتحدة.